# Мезенцев, Сергей Николаевич (художник)
Мезенцев Сергей Николаевич (15 (28) сентября 1914 — 8 января 2000) — советский и российский художник, живописец, график. Член Союза художников (1937). Участник Советско-финляндской войны, принимал участие в боях на Халхин-голе. Участник Великой Отечественной войны. Лейтенант. Председатель правления Кировской организации Союза художников РСФСР (1960—1964).

## Биография
Сергей Мезенцев родился 28 сентября 1914 года в городе Вятке, в семье рабочего. С 14-ти лет он начал самостоятельную трудовую деятельность. Увлечение живописью привело его в 1935 году в товарищество „Кировский художник“.  С 1936 Сергей Николаевич начал участвовать в областных, зональных, республиканских, всесоюзных выставках. С 1937 года — член Союза художников.
В 1939 году был призван на военную службу. В 1943 году осваивал военную науку на курсах политруков, кандидат в члены ВКП(б). Семь лет художник провёл в рядах Советской армии (1939 — 1946). Участник боев на реке Халхин-Гол, советско-финской войны, Великой Отечественной и войны с Японией. Боевой путь: Украина, Молдавия, Румыния, Венгрия, Чехословакия, Германия. За боевые заслуги награждён орденами и медалями.
После разгрома фашистской Германии Сергей Мезенцев вернулся домой и снова занимался живописью. Повышал своё профессиональное мастерство, работал в Домах творчества «Академическая дача» и  «Горячий ключ». Принимал участие в общественной деятельности: избирался председателем президиума Кировского обкома профсоюза работников искусств (1947–1951), председателем правления товарищества „Кировский художник“ (1947—1951), был председателем правления Кировского отделения Союза художников РСФСР (1960—1964).

## Творчество
Многие рисунки С. Н. Мезенцева были показаны на фронтовой выставке в марте 1944 года. Его картины посвящены образам советских вождей, теме Великой Отечественной войны, жизни и труду колхозников.
В основу содержания картины «Берёзовый сок» художник вложил личные переживания. Четырёх сыновей проводила на войну мать Сергея Николаевича Мезенцева, из них вернулся живым лишь он один.
Произведения Сергея Николаевича Мезенцева хранятся в музеях Кирова и Кировской области, Новокузнецка, Махачкалы, Харькова и других городов. 23 живописных полотна и 46 рисунков вошли в собрание Вятского художественного музея имени В. М. и А. М. Васнецовых. Сергей Николаевич участник более 50 выставок.

## Премии
- Лауреат премии, учреждённой правлением колхоза «Красный Октябрь» Кумёнского района Кировской области за создание произведений о селе (1986).

## Награды
- Орден Красной Звезды
- Орден Отечественной войны II степени
- Медали

## Известные работы
- С. Н. Мезенцев Колхозники пишут письмо т. Сталину. 1940—1950-е г.г.
- С. Н. Мезенцев Допрос. 1947.
- С. Н. Мезенцев На строительстве сельской ГЭС, 1954.
- С. Н. Мезенцев Концерт в МТС, 1957.
- С. Н. Мезенцев В суровые годы, 1972—1973.
- С. Н. Мезенцев Базар в старой Вятке, 1973—1986[3].
- С. Н. Мезенцев После боя, 1975.
- С. Н. Мезенцев Жатва, 1978—1979.
- С. Н. Мезенцев Березовый сок, 1980—1982.

## Семья
- Мезенцева Лидия Васильевна — жена. Мезенцев Всеволод — сын (род. 1939). Мезенцева Татьяна — дочь (род. 1941).

## Адреса в Кирове
- Киров, ул. Ленина, д. 134, кв. 2.

## Память
- К 100-летию со дня рождения художника состоялась Выставка одной картины. Сергей Николаевич Мезенцев. Берёзовый сок[4].

## Альбомы и каталоги
- Персональная выставка произведений художника Сергея Николаевича Мезенцева: 50 лет со дня рождения, 1964, г. Киров: каталог / Упр. культуры Кировского пром. облисполкома, Кировское отд-ние Союза художников РСФСР, Кировский художественный музей им. А. М. Горького; [кат. сост. Н. И. Подлевских]. — Киров: [б. и.], [1964]. — 23 с., [8] л. ил.: портр.
- Сергей Николаевич Мезенцев [Изоматериал]: Буклет. — Кировский областной художественный музей им. А. М. Горького, Кировская организация Союза художников РСФСР. — Киров, 1972.[5]